# Ragazzi nello spazio
Ragazzi nello spazio (in russo Отроки во Вселенной?, Otroki vo Vselennoj) è un film sovietico del 1974 diretto da Ričard Viktorov.
È il sequel di Moskva-Kassiopeja (Москва-Кассиопея) del 1973.

## Trama
L'equipaggio dell'astronave Zarja, è in viaggio verso il sistema Shedir nella costellazione di Cassiopea per rispondere a un segnale di soccorso proveniente dal pianta Alpha. A causa di un incidente, l'equipaggio giunge a destinazione ventisette anni prima del previsto, di conseguenza a portare a termine la missione spaziale non sarà un gruppo di cosmonauti adulti, bensì un manipolo di reclute adolescenti, con età non superiore ai quattordici anni. Entrati nella costellazione Cassiopea, in cerca di un mondo da colonizzare, i giovani esploratori scoprono che il pianeta Alpha, protetto da un’atmosfera simile a quella terrestre, è abitato da una razza simile a quella umana che, ridotta in schiavitù dai robot, ha perduto l’uso della ragione e non prova più sentimenti né emozioni.

## Produzione

### Genesi del film
La sceneggiatura di Moskva-Kassiopeja era stata scritta per un unico film, ma a fine riprese il regista si rese conto di avere troppo materiale girato, impossibile da includere in un unico film. La produzione chiese allora a Ričard Viktorov di tagliare alcune scene, ma il regista si oppose categoricamente, poiché sapeva che in questa maniera avrebbe compromesso la logica narrativa del film. Si decise allora di ricavarne due pellicole.

### Cast
Gli attori Igor Ledogorov e Vadim Ledogorov, che nel film interpretano gli alieni del pianeta Alpha - il capo dell'osservatorio orbitale Varian e suo figlio Agapit - sono rispettivamente padre e figlio nella vita reale.
Le voci e i suoni dei robot che appaiono nel film sono stati doppiati da Ričard Viktorov stesso.

### Location
Le scene ambientate sulla Terra del futuro vennero girate nella città di Zelenograd, presso gli edifici della zona industriale meridionale e l'Istituto di Tecnologia Elettronica di Mosca (MIET).
Gli esterni del pianeta Alpha, invece, sono stati girati invece nella città di Kerč' in Crimea, vicino al monte Opuk, nei pressi di un campo militare.

### Riprese
Gli attori che nel film interpretano i robot dominatori hanno avuto problemi con gli occhiali multi-lenti, perché, se da un lato creavano l'effetto di una moltiplicazione degli occhi, si moltiplicava per loro l'intera visuale ed era difficile percepire lo spazio circostante.
Per gli attori che interpretano i robot esecutori la situazione era ancora più complicata: essi dovevano indossare dei costumi di pelle nera, senza chiusure lampo o fibbie, nei quali venivano "cuciti dentro" a ogni scena. Addirittura ci fu un attore che svenne a causa del pesante costume da robot tata, fatto di metallo e plastica, che sotto il sole si surriscaldava.
Durante la produzione del film, gli autori si avvalsero della consulenza del cosmonauta Georgij Beregovoj.

## Riconoscimenti
- 1975 - Vsesoyuznyy kinofestival (VKF - All-Union Festival) di Kishinev[7]
  - Premio come Miglior film per bambini e ragazzi
- 1976 - Festival internazionale del film di fantascienza di Trieste[8]
  - Premio speciale Asteroide d'argento
- 1976 - International Film Festival di Panama
  - Gran Premio
- 1977 - RSFSR
  - Premio di Stato intitolato ai fratelli Vasilyiev